# ژان نیکولت

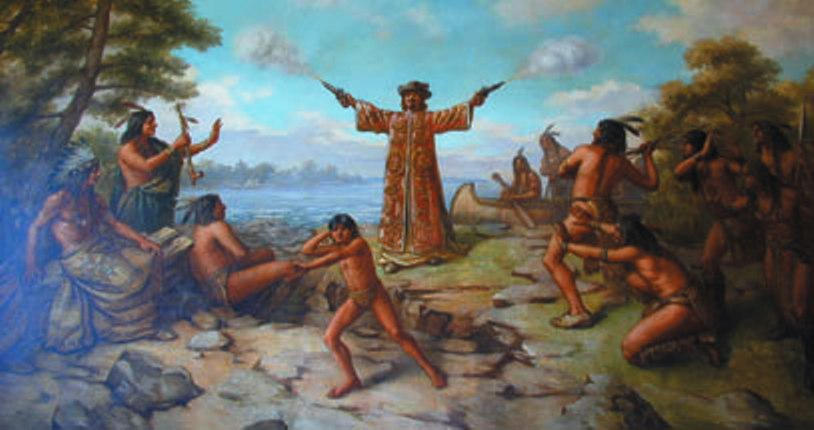
نقاشی ۱۹۱۰ میلادی از ورود ژان نیکولت به ویسکانسین در ۱۶۳۴ میلادی

ژان نیکولِت، ارباب بلبورن (Jean Nicolet (Nicollet), Sieur de Belleborne) (حدود ۱۵۹۸ – اکتبر ۱۶۴۲)، کوریور دیس بوئیس (coureur des bois) فرانسوی بود که برای کاوش دریاچه میشیگان، جزیره مکینا، گرین‌بی و به عنوان نخستین اروپایی که به ایالت فعلی ویسکانسین ایالات متحده قدم نهاد، شناخته می‌شود.

## اوایل زندگی
نیکولِت در شربورگ، فرانسه در اواخر دهه ۱۵۹۰ میلادی زاده شد، پدر وی توماس نیکولِت «پیام‌رسان عادی پادشاه میان پاریس و شربورگ» بود و مادرش مارگریت دو لامر نام داشت. آنها عضو کلیسای رومی کاتولیک بودند. او به عنوان دوست ساموئل دو شامپلن و اتین بروله شناخته می‌شود و در دوره‌ای که فرانسه برنامه داشت از طریق شرکت Compagnie des Marchands وارد تجارت خز شود، او به کانادا و شرکت در برنامه شامپلن جهت آموزش مردان جوان فرانسوی به عنوان کاوشگر و تاجر با زندگی در میان مردمان بومی آمریکا، علاقه‌مند شد.

## رسیدن به کبک
در ۱۶۱۸ میلادی نیکولِت به‌عنوان مأمور به کمک مهاجرت نمود تا به عنوان مترجم برای شرکت Compagnie des Marchands آموزش دریافت نماید، شرکتی انحصاری که در مالکیت طبقه اشراف فرانسه قرار داشت. به عنوان یک کارمند، ژان نیکولِت صادقانه از رژیم باستان حمایت می‌کرد.
نیکولِت برای اینکه زبان اقوام اولیه را بیاموزد، به قبیله آلگونکوین در جزیره آلومت فرستاده شد، زیستگاهی دوستانه که در مسیر مهم تجارت خز در امتداد رود اتاوا واقع شده بود. پس از بازگشت به کبک در ۱۶۲۰ میلادی، به او مأموریت داده شد تا در میان مردمان اوداوا و آلگونکوین در منطقه دریاچه نیپیسینگ (به معنی دریاچه‌ی دلگیر) زندگی نماید. در جریان نُه سال اقامت در آنجا، او یک فروشگاه داشت و به تجارت با مردمان بومی در آن منطقه می‌پرداخت.
او با یکی از زنان نیپیسینگ رابطه داشت و آنها باهم یک دختر داشتند و نام وی را افروزین-مادلین نیکولت گذاشتند. زمانی که نیکولِت به کبک بازگشت، او دخترش افروزین را نیز با خود آورد تا در میان فرانسوی‌ها آموزش ببیند. در ۱۹ ژوئیه ۱۶۲۹، زمانی که کبک به دست برادران کیرک که از طرف انگلستان حمایت شدند افتاد، ژان نیکولِت با دختر خود به منطقه امن مردمان هوران فرار کرد. او از آنجا به مبارزه خود علیه انگلیس‌ها ادامه داد تا اینکه فرانسه دوباره قدرت را در دست گرفت. پس از اینکه فرانسه دوباره قدرت را در کانادا در دست گرفت، او با مارگریت که دختر یکی از ساکنان پیشتاز به‌نام گیوم کویار و همسرش ماری-گیلت هبرت بود، در کبک ازدواج کرد و آنها باهم چندین فرزند دیگر داشتند.

## اکتشاف ویسکانسین
نیکولِت به عنوان نخستین اروپایی که دریاچه میشیگان را اکتشاف نمود، شناخته می‌شود. در ۱۶۳۴ میلادی، او نخستین مرد اروپایی بود که منطقه امروزی ایالت ویسکانسین را کشف کرد. ژان نیکولِت که در جستجوی گذرگاهی به‌سوی خاور بود، در رید بانکس، در نزدیکی شهر امروزی گرین‌بی، ویسکانسین فرود آمد. او و برخی کاوشگران دیگر فرانسوی از آشناهای بومی خود دریافته بودند که مردمی که در امتداد این سواحل زندگی می‌کنند، به‌نام مردم هو-چانک یاد می‌شوند و یک شخص فرانسوی آن را به اشتباه «مردم دریا» ترجمه کرده بود. در زبان هو-چانک، نام قبیله آنها به معنی «صدای بلند» است، چون آنها براین باور هستند که زبان آنها، زبان اصلی خانواده زبان‌های قبیله‌ای آنها است. با این حال، اوجیبوه یک نام نه چندان خوشایند برای آنها انتخاب کرده بود، وینباگو یا «مردمان آب‌های خوشبو» که به فرانسوی به معنی «پوانت‌ها یا پوان‌ها» ترجمه شده بود. این نامی که آنها بر این قوم گذاشته بودند به نحوی تحقیرآمیز بود، اما با این حال، آنها نمی‌دانستند که نیکولِت تصور می‌کرد که این مردم باید از اقیانوس‌ اطلس یا از نزدیک آن باشند و آنها می‌توانند، تماس مستقیم با چین برقرار نمایند.
نیکولِت سفیر فرانسه در میان مردمان هو-چانک شد. او لباس‌های به رنگ روشن می‌پوشید و دو تپانچه با خود حمل می‌کرد تا اقتدار خود را به نمایش بگذارد. مردمان هو-چانک از اینکه او مراسم آنها را به نمایش می‌گذاشت، تقدیر می‌نمودند. با کمک برخی راهنمای‌های هو-چانک، نیکولِت به رود فاکس پایین شد تا ویسکانسین قایق را حمل کرد و به امداد رود تا زمانی که رود شروع به پهن شدن نمود، سفر کرد. او که کاملاً مطمئن شده بود در نزدیکی دریا رسیده‌است، سفر خود را توقف داده و به کبک بازگشت تا از اکتشاف گذرگاهی به «دریای جنوب» گزارش دهد، اما او نمی‌دانست که با توقف خود اکتشاف قسمت علیای رود می‌سی‌سی‌پی را از دست داده بود.

## مناقشه اخیر
در قرن‌های خیر، برخی گزارش سنتی رسیدن نیکولِت به گرین‌بی را زیر سؤال برده‌اند، آنها می‌گویند که نیکولِت به دنبال یافتن راهی به چین نبود، لباس چینی بر تن نمی‌کرد و با مردمان پوان در رید بانکس دیدار نکرده بود. رونالد استیبی پیشنهاد نمود که نیکولِت حتی به دریاچه میشیگان نرفت، بلکه پوان‌ها در واقع مردمان آلگونکوین بودند و نیکولِت آنها را در خلیج کیویناو، میشیگان ملاقات نمود. نانسی اوستریچ لوری از موزه عمومی میلواکی، همراه با پاتریک جی. جونگ از مدرسه مهندسی میلواکی (ویدئوهای PBS، «تجدید نظر در مورد سفر ژان نیکولِت به ویسکانسین») – نتیجه‌گیری نمود که نیکولِت در واقع مردمان پوان را در نزدیکی منومنی، میشیگان ملاقات نمود. هرچند مردمان منومنی و پوان‌ها دو قبیله متفاوت بودند، اما آنها باهم متحد بوده و به‌طور مشترک گذرگاهی که به گرین‌بی منتهی می‌شد را در کنترل داشتند. همچنین، مردمان منومنی ممکن است به عنوان ترجمان نیکولِت هنگام مذاکره با مردمان پوان عمل کرده باشند. لوری و جونگ پیشنهاد می‌کنند که، هدف اصلی مأموریت نیکولِت همانا تأمین صلح میان فرانسه جدید و مردمان پوان و تشکیل یک ائتلاف علیه مردمان ایروکوا بود.

## مرگ
هنگامی که ژان نیکولِت در امتداد رودخانه سن‌لوران سفر می‌کرد، قایق‌ او در جریان یک طوفان واژگون و در رودخانه غرق شد.